# Fleuve éditions
Fleuve éditions (sau Fleuve Noir până în 2013) este o editură din Franța specializată în romane populare, care a fost creată în 1949 de Armand de Caro, André (Hector) de Caro, Robert Bonhomme și Guy Krill. Printre cele mai cunoscute colecții Fleuve Noir se numără: Spécial Police (1949 - 1987), Espionnage (1950 - 1987) și Anticipation (1951 - 1997, cu un total de 2001 de volume SF numerotate în colecție).
Printre romanele publicate de această editură în premieră se numără seriile: OSS 117, San-Antonio, Coplan, seria germană Perry Rhodan și La Compagnie des glaces de Georges-Jean Arnaud. Aici a apărut și cea mai bine vândută carte a lui Plum Sykes, Blonde Attitude, apărută în colecția Comédie sau Diavolul se îmbracă de la Prada de Lauren Weisberger. 
Fleuve Noir a publicat și lucrările lui Harlan Coben, Brice Pelman, Maurice Limat și Franck Thilliez în special. 
Fleuve Noir a publicat cca. 100 de colecții, 1.000 de autori, 10.000 de titluri și a vândut aproape un miliard de exemplare ale lucrărilor sale (în 2004).

## Istorie
În septembrie 1951, în urma apariției colecției Le Rayon fantastique a editurii Hachette, Fleuve Noir și-a creat propria colecție science fiction, numită Anticipation, ca răspuns la crearea acestei colecții dar într-o formă mult mai populară.
În 1963, Presses de la Cité (fondată în 1943 de Sven Nielsen) a fuzionat cu editura Fleuve noir.
În 2013, Fleuve Noir și-a schimbat numele în Fleuve éditions.
Brandul aparține companiei Univers Poche.

## Colecții
În octombrie 1999, pentru numărul 68 al revistei 813 dedicată celei de-a 50-a aniversări a editurii Fleuve Noir, Paul Maugendre și Pierre Turpin au stabilit un inventar al colecțiilor existente:
| Nume                              | Nr. volume | Data de început | Data de încheiere |
| --------------------------------- | ---------- | --------------- | ----------------- |
| 14X22                             | 14         | martie 1986     | august 1987       |
| Anticipation Compagnie des Glaces | 62         | februarie 1988  | martie 1992       |
| Alias                             | 6          | iunie 1997      | iunie 1998        |
| Angoisse                          | 261        | 1954            | martie 1972       |
| Angoisses                         | 9          | 1993            | 1994              |
| Anticipation                      | 2002       | 1951            | februarie 1997    |

### Colecții active
- SF / Fantasy
  - Guin Saga (2006-)
  - Rendez-vous ailleurs (2002-)
  - Territoires (2011-)

- Jocuri video
  - Final Fantasy XI (2007-)
  - Fullmetal Alchemist (2006-)

- Thriller
  - Thriller Policier
  - Thriller Noir

- Cinema, TV
  - Alias (serial TV) (2003-)
  - Bones (2007-)
  - Les Experts (CSI) (2003-)
  - Grey's Anatomy (2007-)
  - Lost (2006-)

- Comedie
  - Littérature générale
  - California Girls (2007-)
  - Gossip Girl (2004-)
  - It Girl (2007-)
  - La liste VIP (2005-)

- San Antonio
  - San-Antonio (1950-)

### Colecții anterioare
Clasificare alfabetică (listă neexhaustivă):
- Alias
- 24 heures chrono (2006-2007)
- Age of Conan (2007-2008)
- Angel (2000-2004)
- Angoisse (1954-1974)
- Angoisses (1993-1994)
- Anticipation (1951-1997)
- Les Aventures de Perry Rhodan (1980-1983)
- Atlan
- Aventures et mystères (1995-1996)
- Aventures sans frontières (1995-1997)
- Aventurier (206 numere)
- L'axe
- Battletech (1996-1997)
- Beretta 9 mm
- Les Best-sellers (1982-1985)
- Bibliothèque du Fantastique (1997-1999)
- Birthright (1997-1998)
- Bob Morane (1988-1991)
- Buffy contre les Vampires (1999-2006)
- Cash
- Charmed (2001-2007)
- Les chevaliers de lumière (1987-1991)
- Collection Noir (1988-1989)
- Commissaire Joubert
- La Compagnie des glaces (1988-1992)
- La Compagnie des glaces - Chroniques glaciaires (1999-2000)
- La Compagnie des glaces - L'intégrale (1996-2000)
- La Compagnie des glaces - Nouvelle époque (2001-2005)
- Conan (1993-1995)
- Crime
- Crime story
- Dark Angel (2002-2003)
- Le Dobermann
- Diablo (2003)
- Don
- Double (1969)
- Double diamond
- DPJ6 ((1988-1989; 6 romane)
- Les drames de l'histoire
- Earthdawn (1997-1999)
- L'Empire des étoiles (2006-2008)
- Engrenage
- Espiomatic
- Espionnage (1950-1987)
- F.A.U.S.T. (1996-1997)
- Fearless (2002)
- Femme Viva
- Feu
- Flamme (sexy noir / rouge et noir) (1949-1953)
- Flic de choc (1981-1988) (43 titluri publicate)
- Francis Coplan (1953-1996)
- Frayeur (1994-1995)
- Gore (1985-1989)
- Grand Format - Fantastique (2000-2001)
- Grand Format - Fantasy (1998-2004)
- Grand Format - SF (1998-2001)
- Grands Succès (1985)
- Halo (2004-05)
- Hard 2004
- James Bond 007
- John Ryker
- John Sinclair
- Lancedragon (1996-2007)
- Littérature policière
- Magic l'assemblée (1996-1998)
- Les maîtres français de la Science-Fiction (1988-1991)
- Marc Stone, Service de Surveillance des Planètes Primitives (1998)
- Mark Hardin
- Noire
- Nuit grave
- Perry Rhodan (1989-2011)
- Perry Rhodan - Atlan (2002-2006)
- Polar (1998)
- Polar 50
- Police
- Policier
- Présence des femmes (1968-1972)
- Quatuor (1992)
- Raner
- Ravenloft (1995-1998)
- Resident Evil (2002-2005)
- Robert E. Howard (1991-1993)
- Roswell (2001-2004)
- Royaumes Oubliés (1994-2007)
- SCUM
- Secret défense
- Section très spéciale (renommée Brigade du sexe) (1987)
- SF (légende, mystère...) (1997-1999)
- Shadowrun (1994-2001)
- Spécial Police
- Spécial police - Sam et Sally
- Smallville (2003-2005)
- Starcraft (2003)
- Star Trek (1993-2001)
- Star Wars (1999-2011)
- Super héros (1994-1995)
- Super poche (1993-1997)
- Super-luxe (1974-1997)
- Tête-bêche
- Tourmentes (romantice) (1986-1987) 26 titluri publicate[14]
- Thraxas (2002)
- Thriller Fantastique (2003-2006)
- Titan (2000)
- Tomb Raider (2004-2005)
- Vampire (1998)
- Le Vampire (2000-2001)
- Vicap
- Virtuel Space (1996)
- Warcraft (2003-2006)
- Western (23 numere)
- Zac